# Rostislav Václavíček
Rostislav Václavíček (ur. 7 grudnia 1946 we Vrahovicach, zm. 7 sierpnia 2022 w Brnie) – czeski piłkarz występujący na pozycji obrońcy.

## Kariera klubowa
Václavíček karierę rozpoczynał w zespole Železárny Prostějov. Następnie grał w Baníku NHKG, a w 1971 roku został graczem Zbrojovki Brno. W sezonie 1977/1978 wywalczył z nią mistrzostwo Czechosłowacji, a w sezonie 1979/1980 wicemistrzostwo Czechosłowacji. W 1981 roku przeszedł do belgijskiego drugoligowca, KSC Hasselt. Spędził tam trzy sezony, a potem wrócił do Zbrojovki, grającej już w drugiej lidze. W 1986 roku zakończył tam karierę.

## Kariera reprezentacyjna
W 1980 roku Václavíček zdobył złoty medal na Letnich Igrzyskach Olimpijskich. W reprezentacji Czechosłowacji rozegrał dwa spotkania.